# ヒ化ホウ素
ヒ化ホウ素（ヒかホウそ、Boron arsenide）は、ホウ素とヒ素からなる化合物で、化学式はBAsである。亜ヒ化物B12As2等、ホウ素とヒ素の化合物は他にも知られている。純粋なヒ化ホウ素の合成は非常に難しく、単結晶は常に欠陥を含む。

## 性質
ヒ化ホウ素はIII-V族半導体であり、格子定数は0.4777 nm、間接バンドギャップは1.82 eVと測定される。920℃を超えると、B12As2に分解すると報告されている。融点は2076℃である。熱伝導率は非常に高く、300Kで約1300 W/(m・K)である。
基本的な物理的性質は、以下のように測定されている。
- バンドギャップ：1.82 eV
- 屈折率：657 nmで3.29
- 弾性率：326 GPa
- 熱膨張率：3.85×10-6/K

ヒ化ガリウムと合金を作ることができ、三元及び四元の半導体となる。

## 亜ヒ化物
二十面体構造を持つB12As2を含む亜ヒ化物もある。ホウ素原子と2原子からなるAs-As鎖の集合体で、R3m空間群の菱面体である。広いバンドギャップ（3.47 eV）で、放射による損傷に対して自己治癒能を持つ半導体になる。炭化ケイ素等の基質上で成長させられる。太陽電池への応用も提案されているが、この目的では今のところ使われていない。

## 利用
電子機器の熱管理への利用が期待されている。実験的に窒化ガリウムトランジスタと組み合わせて、炭化ケイ素またはダイヤモンド基質上でGaN-BAsヘテロ構造を作ると、最高のGaN高電子移動度トランジスタよりも良いパフォーマンスを示した。ヒ化ホウ素複合体は、伝導性が高く柔軟な放熱材料として開発された。
第一原理計算によると、ヒ化ホウ素の熱伝導率は室温で2200 W/(m・K)以上とかなり高く、これはダイヤモンドやグラファイトに匹敵する値である。その後の実験では、欠陥が多かったため、わずか190 W/(m・K)の測定結果となった。フォノン散乱を取り入れたより最新の第一原理計算では、熱伝導率は1400 W/(m・K)と予測される。その後、欠陥のないヒ化ホウ素結晶の合成が実現し、予測と合致する1300 W/(m・K)という測定値が得られた。少量の欠陥を含む結晶では、900-1000 W/(m・K)の熱伝導率となる。